# Suché Brezovo
Suché Brezovo (in ungherese Száraznyírjes) è un comune della Slovacchia facente parte del distretto di Veľký Krtíš, nella regione di Banská Bystrica.